# Der Mann, der den Mord beging
Der Mann, der den Mord beging ist ein 1930 gedrehter deutscher Spielfilm von Kurt Bernhardt mit Conrad Veidt und Heinrich George in den Hauptrollen.

## Handlung
Konstantinopel im Jahre 1912. Der französische Oberst Marquis de Sévigné ist soeben in Konstantinopel angekommen, um als Berater die türkische Armee des Sultans auf Vordermann zu bringen. Er lernt den britischen Lord Falkland und seinen besten Vertrauten, Fürst Stanislaus Cernuwicz, den russischen Gesandtschaftsattaché vor Ort, kennen. Noch am selben Abend steckt der osmanische Polizeiminister Mehmed Pascha dem Oberst, dass der behäbige Brite als Direktor der staatlichen Staatsschuldenverwaltung ein mächtiger Mann dieses Landes sei und er sich vor ihm in Acht nehmen müsse. Falkland ist mit der blutjungen, zierlichen Lady Mary verheiratet, einer noch fast kindlichen Frau, die stark unter dem paschahaften und zu Jähzorn neigenden Gatten, der sie überdies nicht einmal liebt, leidet. Sie haben ein gemeinsames Kind, einen Jungen. Als de Sévigné Lady Marys Bekanntschaft macht, ist er beeindruckt, mit wie viel Liebe und Zartheit die Frau von ihrem Sohn spricht. Als am darauf folgenden Tag der Oberst Lady Mary in ihrem Haus seine Aufwartung machen will, wird er von Lady Edith empfangen. Sie ist nicht nur Lord Falklands Cousine, sondern zugleich auch noch seine Geliebte.
Rasch spürt Marquis de Sévigné die Spannungen, die in diesem Hause offenliegen. So hat Edith seine Ankunft Mary nicht mitgeteilt, da sie völlig überrascht ist, ihn in der Villa anzutreffen. Marys Unglück ist offensichtlich; als die Sprache auf eine eventuelle Scheidung von ihrem despotischen Gatten zur Sprache kommt, erklärt Mary dem Franzosen, dass dies für sie keine Option sei, denn sonst würde Lord Falkland ihr den gemeinsamen Jungen entziehen. Falkland setzt alles daran, seine eigene Frau zu mobben und sie aus seinem Umfeld zu verbannen. Nach einer Provokation seitens Edith fügt sich Mary und zieht in den im Garten des Hauses befindlichen Pavillon um. Mit Hilfe des Falkland gegenüber gefügigen Fürst Cernuwicz gelingt es dem Briten sogar, seine eigene Frau zu kompromittieren. Sie ruft um Hilfe, und es erscheinen: ihr charakterloser Gatte mitsamt seiner Geliebten Edith. Falkland presst ihr nun die Unterschrift ab, mit der sie einer Scheidung einwilligt und sogar auf ihr Kind verzichtet. Sévigné, der diese entwürdigende Szene vom Park aus beobachtet, ist geschockt, greift aber nicht ein.
Drei Stunden später wird Lord Falkland tot in seiner Kutsche aufgefunden. Er ist erschossen worden. Rasch werden die Ermittlungen aufgenommen, und der Verdacht fokussiert sich auf Fürst Stanislaus Cernuwicz. Oberst Sévigné geht zu dem Polizeiminister, zu dem er in der Zwischenzeit Vertrauen gefasst hat, und gesteht ihm den Mord. Mehmed Pascha erfährt die gesamten Umstände und auch alles über Lord Falklands Verhaltensweisen seiner eigenen Gattin gegenüber. Er befindet, dass diese Tötung des ehrlosen Schurken gerechtfertigt war und lässt dieses Kapitalverbrechen nicht weiter zu Ungunsten des Marquis verfolgen. Sévigné gegenüber empfiehlt der Polizeiminister hingegen, augenblicklich das Osmanische Reich wieder zu verlassen. Der Oberst, so erklärt der Türke, werde sich für diese Tat eines Tages vor einem höheren Gericht verantworten müssen. Wenig später erhält Lady Mary einen Brief des Marquis, in dem er sich von ihr verabschiedet.

## Produktionsnotizen
Der Mann, der den Mord beging entstand in den Monaten September bis Dezember 1930. Die Außenaufnahmen fanden in Konstantinopel und am Bosporus statt. Der Film wurde am 23. Januar 1931 im Berliner Gloria-Palast uraufgeführt. In Österreich lief der Film unter dem Titel Nächte am Bosporus am 9. Februar 1931 an.
Carl Mayer hatte die dramaturgische Leitung inne. Komponist Hans J. Salter übernahm auch die musikalische Leitung. Die Filmbauten wurden von Hermann Warm und Arno Richter erstellt, die Kostüme entwarf Alexander Arnstam. Gerhard Goldbaum sorgte für den Ton. Viktor Skutezky hatte die Fabrikationsleitung und zeichnete auch für die Gesamtorganisation verantwortlich. Regisseur Kurt Bernhardts Schwager Eugen Tuscherer war Produktionsleiter, Otto Lehmann einer von zwei Aufnahmeleitern.
Es wurden auch eine französische Fassung unter dem Titel “L’homme qui assassina” und eine spanische namens “El hombre que asesino” hergestellt. Die Briten drehten 1931 ein Remake mit dem Titel “Stamboul”.
Bereits 1918 drehte Lupu Pick eine Stummfilmversion des Stoffs unter dem Titel Die Liebe des van Royk.

## Kritiken
Der Mann, der den Mord beging wurde von der zeitgenössischen Kritik zum Jahresbeginn 1931 überwiegend enthusiastisch aufgenommen. Nachfolgend einige Beispiele:

„Der starke Beifall des Premieren-Publikums quittierte diesem Kurt-Bernhardt-Film, daß er in seiner ganzen Disposition, in der Noblesse seiner Besetzung und Aufmachung, in der einheitlichen Linieführung im erfreulichen Gesamtniveau viele Erwartungen erfüllt, die man in diese Spitze der Terra-Produktion gesetzt hat. (…) In der souveränen Abwägung von Ton und Bild gibt Bernhardt diesem Film einzigartige Werte“

„Die Spannung wächst, ohne Übertreibung, von Szene zu Szene. Der Mord selbst ist vorbildlich und glänzend inszeniert. (…) Kurt Bernhardt beweist wieder seine feinnervige Hand. Er inszeniert ein kriminalistisches Kammerspiel mit allen dekorativen und bildlichen Finessen. Er besetzt seine Rollen vorbildlich. Conrad Veidt, Heinrich George und Friedrich Kayßler brauchen keine Bescheinigung, daß sie gut sind...“

„Unter bewunderungswürdiger Verachtung der gebräuchlichen, groben Mittel der Kinodramatik, ganz ohne Rücksicht auf billige Effekte haben sie einen ausgezeichneten und hinreißenden Tonfilm geschaffen. Er wirkt durch die Vornehmheit der Gesinnung, die seine Schöpfer bewiesen haben, und durch die tiefe Spannung, die ihm innewohnt. (…) Große, mitreißende Darsteller: herrlich und tief empfunden Heinrich Georges Falkland, ausgezeichnet Conrad Veidts Sevigné, sehr erfreulich du bezaubernd Trude von Molo, die mit ihrer Lady Falkland erfolgreich debütierte.“

„Bernhardts Regie beweist, wie recht die hatten, die ihn seit Jahren in die vorderste Reihe stellen. In der Darstellung überwältigend Veidt als der Oberst, ganz sparsam, ganz schlicht, wirklich hervorragend. (…) Das Publikum ging bei den kühnsten Kühnheiten dieses Films, bei Szenen, die minutenlang vollkommen stumm, fast ohne jedes Geräusch verliefen, bei den prachtvollen Landschaftsaufnahmen, die Courants Können in bestes Licht stellten, tief ergriffen mit…“

„Dieser Film wächst durch seine Gesinnung, durch seine Noblesse zur Kunst, bisweilen zur großen, klaren in keinem Augenblick der Trivialität Konzession machenden Kunst … Ein Hymnus auf Conrad Veidt scheint durchaus angebracht: Ein Film von Haltung und Noblesse, eine der wenigen Unterhaltungsfilme, die sich ins Kunstgebiet vorwagen.“

Paimann’s Filmlisten resümierte: „Der Schwerpunkt liegt in der meisterhaften Zeichnung des Milieus, welchem Bestreben soignante Regie, gepflegter Dialog, künstlerisch gesehene Außenaufnahmen, sowie zeitechte Interieurs und Kostüme dienen, oft allerdings das Tempo des breit exponierten und etwas unvermittelt endenden Sujets hemmend. Veidt ist ganz ausgezeichnet, George etwas zu norddeutsch für einen Lord, die Molo fürs Debüt sehr gut. Allerlei tonliche Feinheiten, bildhaft wirksame, oft fast zu weiche Photographie und unaufdringlich musikalische Illustration: Leistungen vom beachtlichen Niveau. – Gesamtqualifikation: Fast ein Schlager.“

„Je höher die Ambition eines Films ist, desto deprimierender der Fehlschlag. "Der Mann der den Mord beging" ist von dieser Sorte. (…) Bernhardt hat hier die Betonung auf die Atmosphäre gelegt, nicht auf Charakterzeichnung und Inhalt. Die Handlung findet in Konstantinopel statt, und er hat mit viel Geschick die Stimmung dieses Stadt eingefangen. (…) Aber es ist eine Stimmung ohne Vitalität. (…) Nicht nur, dass die Stadt leblos rüberkommt, auch die den Film bevölkernden Charaktere sind blutleer, ein wenig geisterhaft. All die bedrückenden, kleinen Details des täglichen Lebens, die der deprimierenden Langeweile Ausdruck verleihen, wurden besonders herausgestellt; angezündete Zigaretten, getrunkener Tee, die üblichen Unterhaltungen werden eingestreut mit jenen peinlichen Pausen, die niemand so recht mit einer richtigen Bemerkung beenden kann.  (…) Die Auswirkung ist qualvoll. Ich habe selten einem Film beigewohnt, den durchzuhalten ich größte Schwierigkeiten hatte. Die Leinwand verlangt Handlung, Handlung, Handlung  — und die Atmosphäre kann bestenfalls den Goldrahmen bilden. Umso bedauerlicher ist die Verschwendung der fragilen Intensität von Trude von Molo, der noblen Zurückhandlung von Conradt Veidt und der anschwellenden Kraft von Heinrich George. Und dies war das erste Tonfilmdrehbuch von Carl Mayer, der uns "Caligari" und "Den letzten Mann" gegeben hat. Sollte die Sprache im Film ihn von uns abgeschnitten haben?“

Im Lexikon des Internationalen Films heißt es: „Weniger auf eine glaubhafte Entwicklung der umständlichen und sprunghaften Story bedacht als auf exotische Atmosphäre.“

„Regisseur Kurt Bernhardt sah „Der Mann, der den Mord beging“ als einen seiner besten Filme an, nicht so sehr wegen dessen, was in dem Film geschieht, sondern wegen der omnipräsenten Atmosphäre von Anspannung bezüglich dessen, was passieren könnte.“